# Роберт Латтрелл

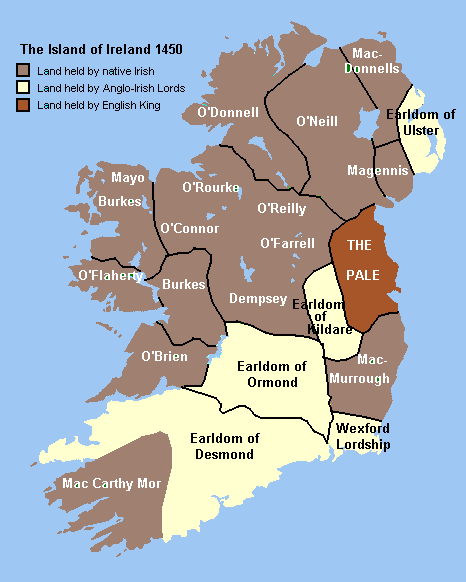
Ірландія в середні віки. Показані англійські володіння, володіння графів Ормонд та Фіцджеральд, володіння незалежних ірландських кланів та королівств.

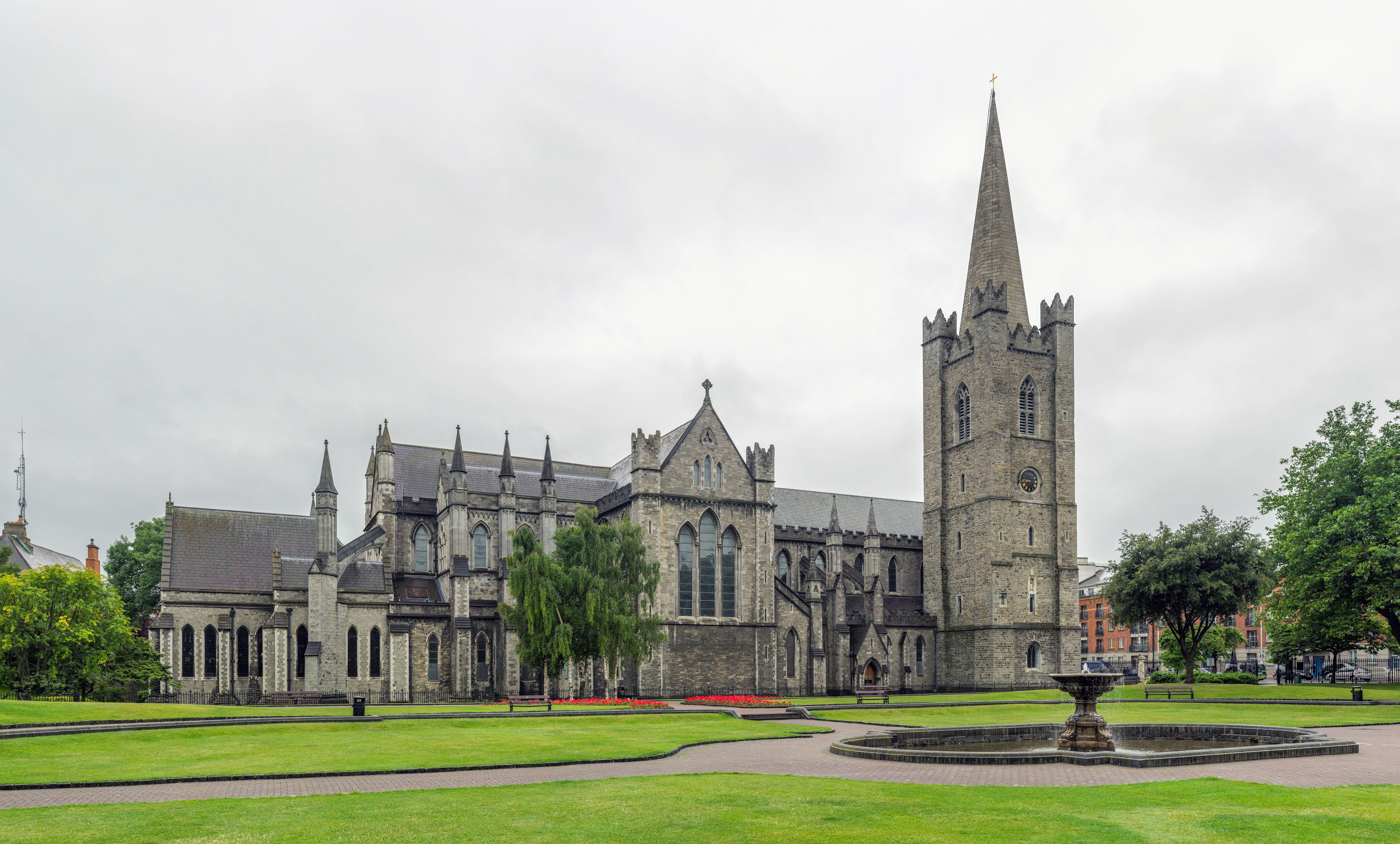
Собор Святого Патріка, Дублін: Ральф де Норвіч був у цьому соборі рукоположений на архієпископа.

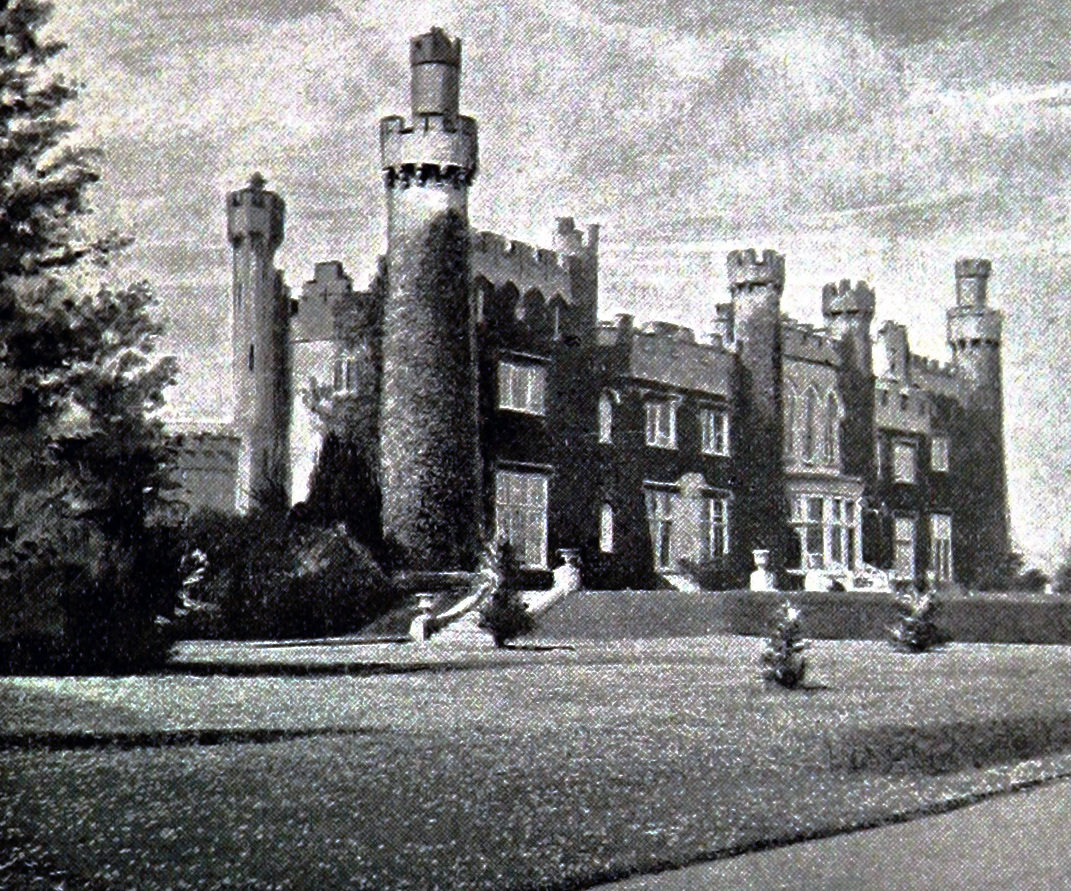
Замок Латтреллстаун. Малюнок Роуза Бартона, 1898 рік. Замок не зберігся.

Роберт Латтрелл (точні роки життя невідомі) (англ. — Robert Luttrell) — відомий ірландський політик англо-норманського походження, державний і церковний діяч, суддя XIII століття, лорд-канцлер Ірландії в 1238–1245 роках.

## Життєпис
Роберт Латтрелл оселився на берегах річки Ліффі поблизу Дубліна у маєтку, що отримав назву Латтреллстаун, у замку, що отримав цю ж назву. У 1226 році був призначений скарбником Собору святого Патріка в Дубліні та отримав посаду архідиякона Арма, а в 1236 році він отримав посаду лорд-канцлера Ірландії, яку обіймав на посаді до 1245 року.
Існують історичні повідомлення про Майкла Латтрелла в 1287 році, що володів тим самим маєтком і замком наприкінці XIII століття, а пізніше в 1349 році є повідомлення про Саймона Латтрелла, що помер, володіючи маєтком та замком. Наступний власник, ім'я якого ми знаємо, — Роберт Латтрелл, що одружився з дочкою Еліаса де Ешборна з графства Девон, Англія, і завдяки цьому шлюбу він істотно збільшив свій і без того великий маєток.
Невідомо, чи був голова ірландської гілки роду сином чи братом Джеффрі де Латтрелла — сера Джеффрі, але розумно припустити, що він мав або одного, або іншого родича, оскільки землі маєтку Латтреллстаун, забезпечені королівським грантом сера Джефрі, з того часу (від смерті Джеффрі) належали серу Роберту Латтреллу, голові ірландської гілки роду, що жив у Лукані, графство Дублін, і що цей маєток і замок залишався в родині Латтрелл до початку дев'ятнадцятого століття. Ймовірно що Роберт Латтрелл значною мірою завдячував своєму кар'єрному росту своїм стосункам із сером Джефрі, оскільки його власні здібності як судді не були високо оцінені. З іншого боку, він, можливо, мав певні фінансові знання, оскільки допомагав Джеффрі де Турвілю, лорд-скарбнику Ірландії, у Казначействі Ірландії у 1230-х роках.

## Додаткові посилання
- Henry Churchill Maxwell Lyte|Lyte, Henry Churchill Maxwell, Sir, A history of Dunster and of the families of Mohun & Luttrell, Part I, London, 1909.